# Martin Abraham
Martin Abraham (* 20. září 1978 v Moravské Třebové) je český fotbalový záložník momentálně[kdy?] působící v TJ Sokolu Rozstání v liberecké I.B třídě. Jedná se o defenzivního hráče s výborným přehledem, zaskočit může i v obraně.[zdroj?]

## Klubová kariéra
Hrál v Rychnově na Moravě, dále v Tatran Mladějov na Moravě, poté v Moravské Třebové (1991-1993), odkud přestoupil do Boby Brno (na podzim 1996 nastupoval v MSFL za brněnskou juniorku a vstřelil za ni 2 branky). Poté odešel do Zemanu Brno, se kterým hrál 3 roky MSFL (1997/98: vstřelil 4 branky, 1998/99: 2 branky, 1999/00: 3 branky). Krátce působil i v nižší rakouské soutěži v SV Kirchberg. V sezoně 2000/01 hostoval v Dolních Kounicích, za něž v MSFL vstřelil 3 branky. Poté se stal hráčem Synot Staré Město (nyní 1. FC Slovácko). V zimě roku 2005 přestoupil do Slovanu Liberec, kde působil rok a půl a poté prošel kluby Mladá Boleslav, AC Sparta Praha, SK Slavia Praha.
Na přelomu léta a podzimu 2008 odešel na roční hostování do kyperského AEK Larnaka. V zimě 2009 odešel na hostování do Zlína. V létě 2010 ukončil smlouvu ve Slavii a odešel do druholigového německého klubu SV Wehen Wiesbaden.A po návratu ještě nastupoval v dresu Bohemians 1905 a Arsenalu Česká Lípa. V sezoně 2005/06 získal se Slovanem Liberec mistrovský titul a v sezoně 2007/08 se Slavií Praha.
Od ledna 2013 působí v 1. FK Příbram. Z tohoto týmu byl pro jarní část ročníku 2014/2015 uvolněn do divizního celku TJ Sokol Nové Strašecí na půlroční hostování.
V sezoně 2016/17 nastupuje za FK Přepeře hrající 1.A třídu v rámci Libereckého KFS s nimiž obsadil 1. místo a postoupil do Krajského přeboru.
Nyní[kdy?] působí v týmu Sokol Doubi hrající 1.A třídu Libereckého kraje, kde nastupuje jen zkrátka.[ujasnit]

## Reprezentace
Dvakrát byl nominován do české reprezentace.